# アルゴドン鉱

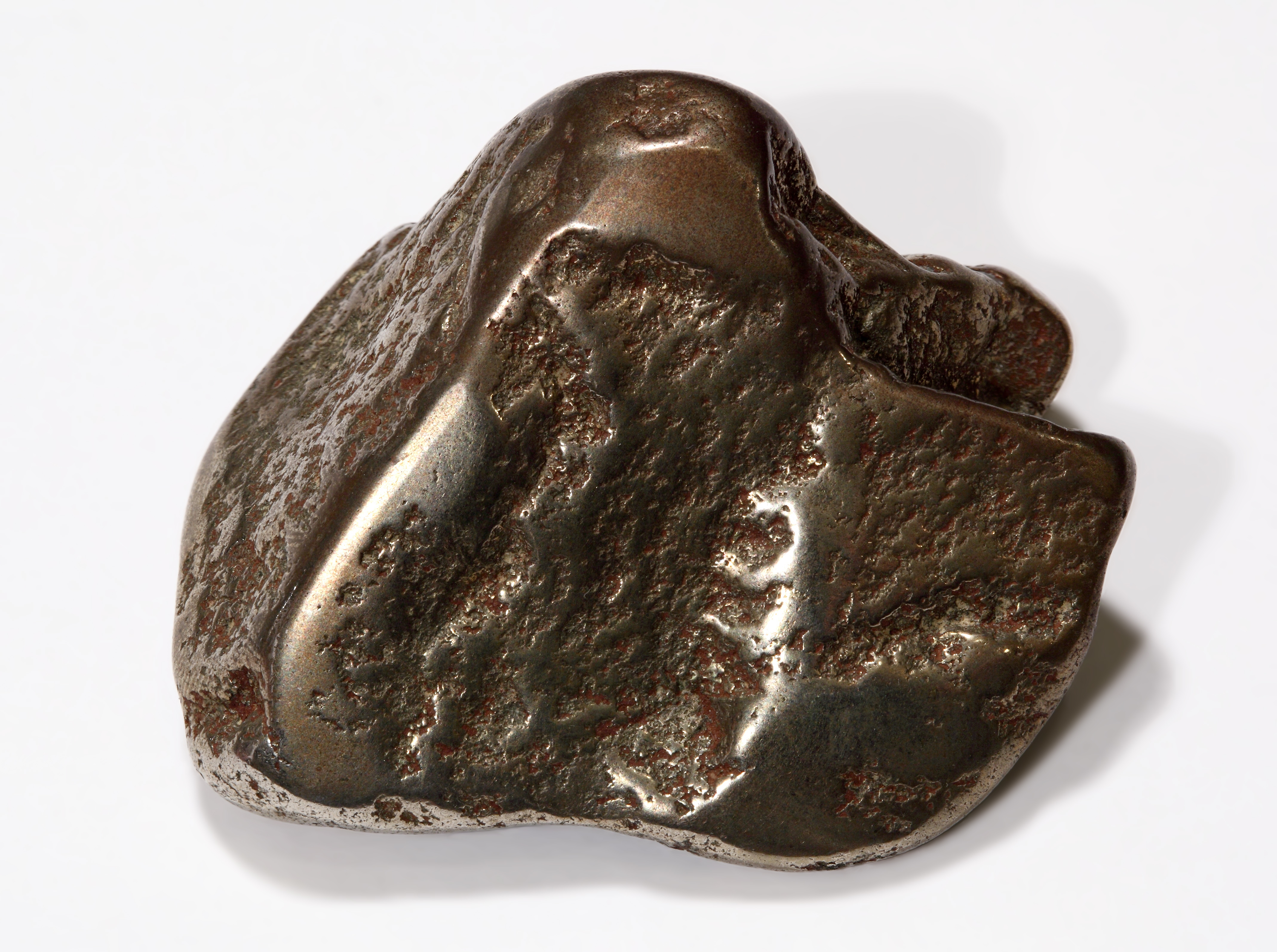
モハウク鉱の塊（砒銅鉱、アルゴドン鉱および銅の混合物）

アルゴドン鉱（アルゴドンこう、algodonite）は、鉱物（ヒ化鉱物）の一種。化学組成は Cu6As、結晶系は六方晶系。

## 産出地
1857年、コキンボ（チリ）のアルゴドン銀山で初めて発見された。

## 性質・特徴
灰白色の金属鉱物。モース硬度は4で、比重は8.38 - 8.72。